# Martyna Radosz
Martyna Radosz (nacida Martyna Mikołajczak, Bydgoszcz, 12 de mayo de 1991) es una deportista polaca que compite en remo. Está casada con el remero Dariusz Radosz.
Ganó una medalla de oro en el Campeonato Europeo de Remo de 2017, en el doble scull ligero. Además, obtuvo dos medallas de oro en el Campeonato Mundial de Remo en Sala, en los años 2024 y 2025.
Participó en dos Juegos Olímpicos de Verano, ocupando el séptimo lugar en Río de Janeiro 2016 y el noveno en París 2024, en la prueba de doble scull ligero.

## Palmarés internacional
| Campeonato Europeo | Campeonato Europeo       | Campeonato Europeo | Campeonato Europeo |
| Año                | Lugar                    | Medalla            | Prueba             |
| ------------------ | ------------------------ | ------------------ | ------------------ |
| 2017               | Račice (República Checa) | Medalla de oro     | Doble scull ligero |

| Campeonato Mundial | Campeonato Mundial      | Campeonato Mundial | Campeonato Mundial |
| Año                | Lugar                   | Medalla            | Prueba             |
| ------------------ | ----------------------- | ------------------ | ------------------ |
| 2024               | Praga (República Checa) | Medalla de oro     | Ligero 2000 m      |
| 2025               | Sede virtual            | Medalla de oro     | Ligero 2000 m      |